# 常牧镇
常牧镇，是中华人民共和国青海省海南藏族自治州贵德县下辖的一个乡镇级行政单位。

## 行政区划
常牧镇下辖以下地区：
周屯村、高红崖村、新建坪村、斜马浪村、加卜查村、却加村、上兰角村、下兰角村、色尔加村、卷木村、梅加村、浪查村、苟后扎村、豆后漏村、兰角新村、干果羊村、上岗查村、下岗查村、都秀村、拉德村、切扎村和吾隆村。